# Delaware Wing Civil Air Patrol
A Delaware Wing Civil Air Patrol (DEWG) é o mais alto escalão da Civil Air Patrol no estado de Delaware. A sede da Delaware Wing está localizada ao sul da cidade de Dover, mais especificamente na Dover Air Force Base. A Delaware Wing consiste em mais de 400 cadetes e membros adultos em 10 localidades em todo o estado de Delaware.
A ala de Delaware é membro da Região do Atlântico Central da CAP juntamente com as alas dos seguintes Estados: Maryland, National Capital, North Carolina, South Carolina, Virginia e West Virginia.

## Histórico
A Delaware Wing tem uma longa história na CAP desde a sua criação em 1941. Delaware é o lar de uma das unidades originais de "Patrulha Costeira", com base em Rehoboth Beach. Usando aeronaves privadas, os "Flying Minute Men" patrulharam o Oceano Atlântico em busca de submarinos alemães. Eles operavam em um pequeno aeroporto não pavimentado perto da Airport Road. Aviões da Civil Air Patrol que caíram no cumprimento do dever enquanto patrulhavam a Costa Leste durante a Segunda Guerra Mundial foram transportados para o edifício histórico Dover Post, que era um hangar de aeronaves na época.

## Missão

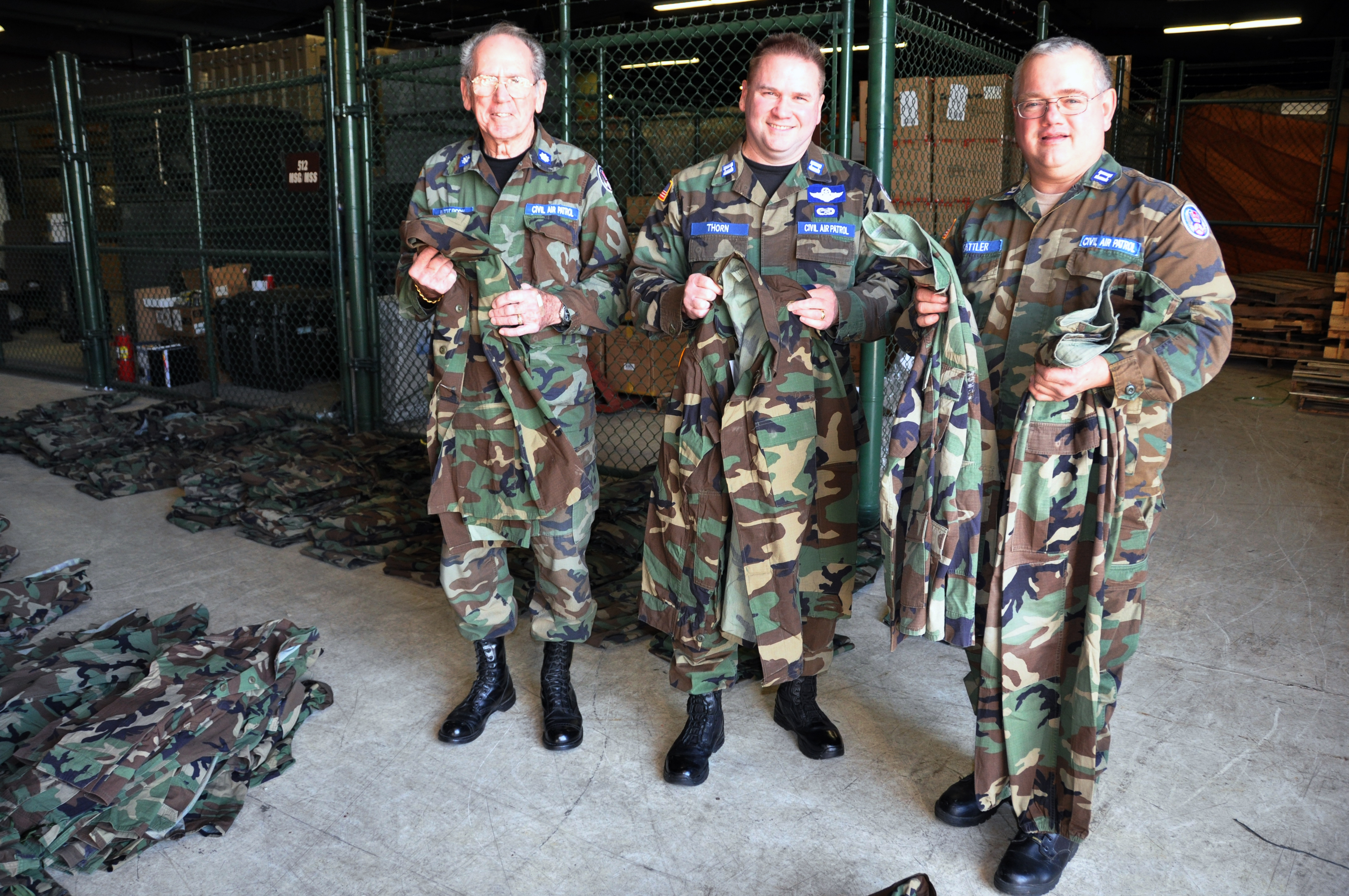
Oficiais da CAP coletam uniformes doados às unidades da Delaware Wing e Pensilvânia Wing pela Delaware National Guard.

A Delaware Wing executa as três missões principais da Civil Air Patrol (CAP): fornecer serviços de emergência; oferecendo programas de cadetes para jovens; e fornecer educação aeroespacial para membros do CAP e para o público em geral.
Mais notadamente, a Delaware Wing apoia regularmenteo "Departamento de Transporte" de Delaware (DelDOT) através do uso de aviões da CAP, incluindo o Cessna 172 Skyhawk e o Cessna 182 Skylane. A Delaware Wing tem seis aeronaves corporativas, uma das quais é um Cessna 182 de última geração com "Glass Cockpit". Por exemplo, aeronaves da CAP monitoram o tráfego durante a Sprint Cup Series no Dover International Speedway em Dover, DE. Além disso, a aeronave da CAP monitora o volume de tráfego diário e relata ao DelDOT bloqueios de estrada causados por árvores derrubadas ou um grande acidente, inundação de ruas e rodovias, pontes avariadas ou destruídas e tráfego de praia nos finais de semana. Ao trabalhar em estreita colaboração com o DelDOT, as equipes de resposta podem ser despachadas prontamente e as equipes das estradas podem ser convocadas para bloquear os locais do acidente enquanto redireciona o tráfego, se necessário.

### Serviços de emergência
A Civil Air Patrol realiza serviços de emergência em situações de emergência por meio de diversas missões, entre elas: busca e salvamento; gestão de emergência; ajuda humanitária e operações antidrogas.

### Programas de cadetes
A CAP administra um programa de cadetes com o objetivo de aprimorar as habilidades de liderança dos cadetes, cultivando o interesse pela aviação, e também para prestar serviços à Força Aérea dos Estados Unidos e à comunidade local.

### Educação aeroespacial
A CAP executa programas de educação aeroespacial internos e externos. O programa interno oferece educação aeroespacial para os membros do CAP, tanto seniores quanto cadetes. O programa externo fornece ao público em geral educação aeroespacial.

## Atividades especiais de acampamento
A Delaware Wing coordena com a Maryland Wing e a National Capital a realização do "Tri-Wing Encampment" todos os anos em Camp Frettard na cidade de Reisterstown em Maryland. A Delaware Wing é uma das poucas alas que não possui acampamento próprio devido à sua pequena população e área.
Além disso, os cadetes da Delaware Wing frequentemente participam das "National Cadet Special Activities", o que dá aos cadetes uma experiência diversificada de instalações militares em toda a América. As atividades se concentram na exploração de carreira, desenvolvimento de liderança, habilidades de busca e resgate, treinamento aeronáutico, familiarização com a Força Aérea, governo e uma variedade de outros tópicos.

## Organização

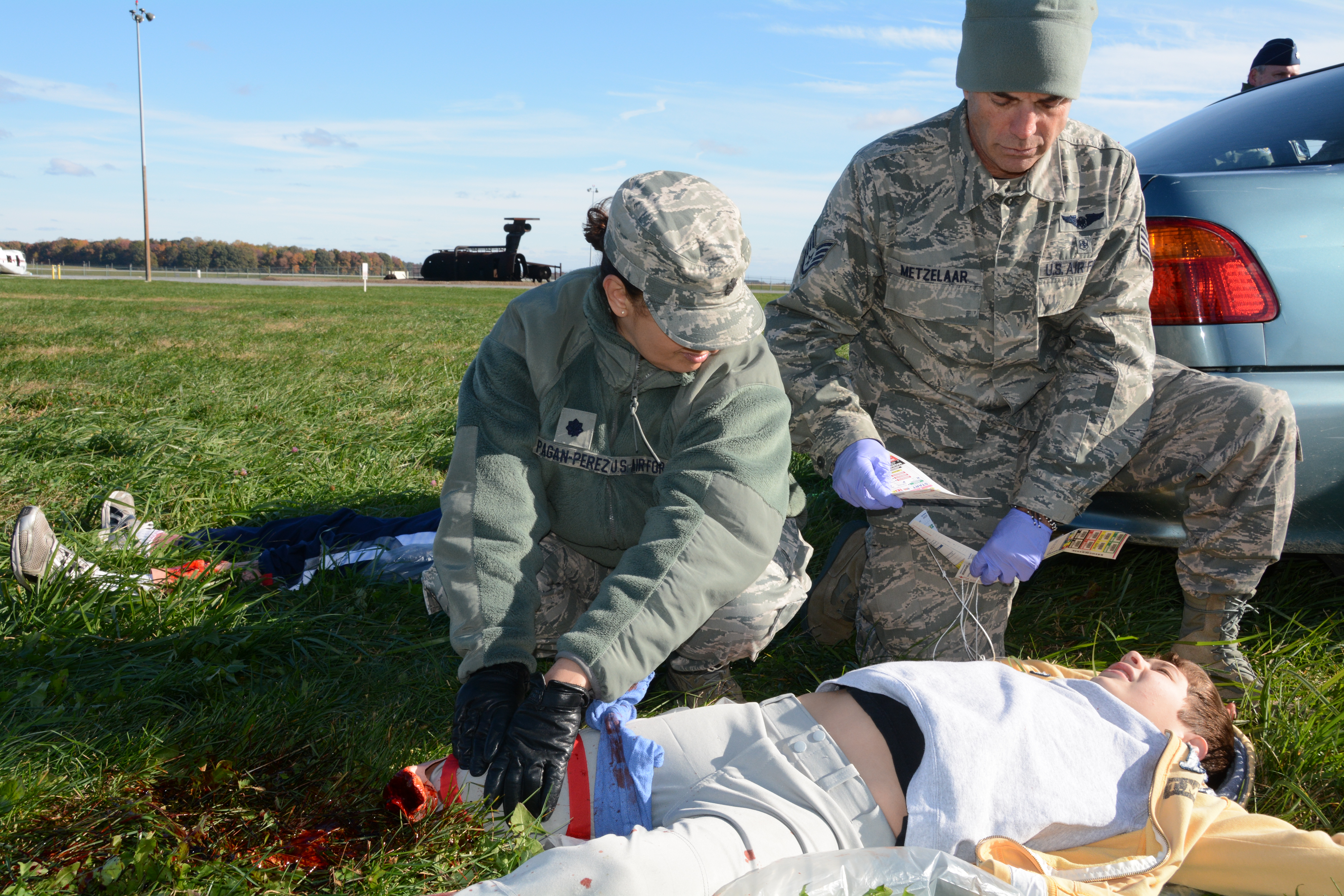
A Tenente-coronel Mildred Pagan-Perez (à esquerda) e o Sargento-chefe Mark Metzelaar, do 512º Esquadrão de Medicina Aeroespacial, simulam o tratamento de primeira resposta do cadete Sam Rundle, da Delaware Wing, durante um exercício de treinamento.

A Delaware Wing tem dez esquadrões típicos registrados no estado. Cinco estão localizados no condado de New Castle, três no condado de Kent, um no condado de Sussex e um no condado de Cecil, em Maryland. Há um esquadrão "composite", sete esquadrões de cadetes e dois esquadrões seniores. Existem também três esquadrões não padronizados (001, 006 e 999) sob o quartel-general da ala de Delaware.

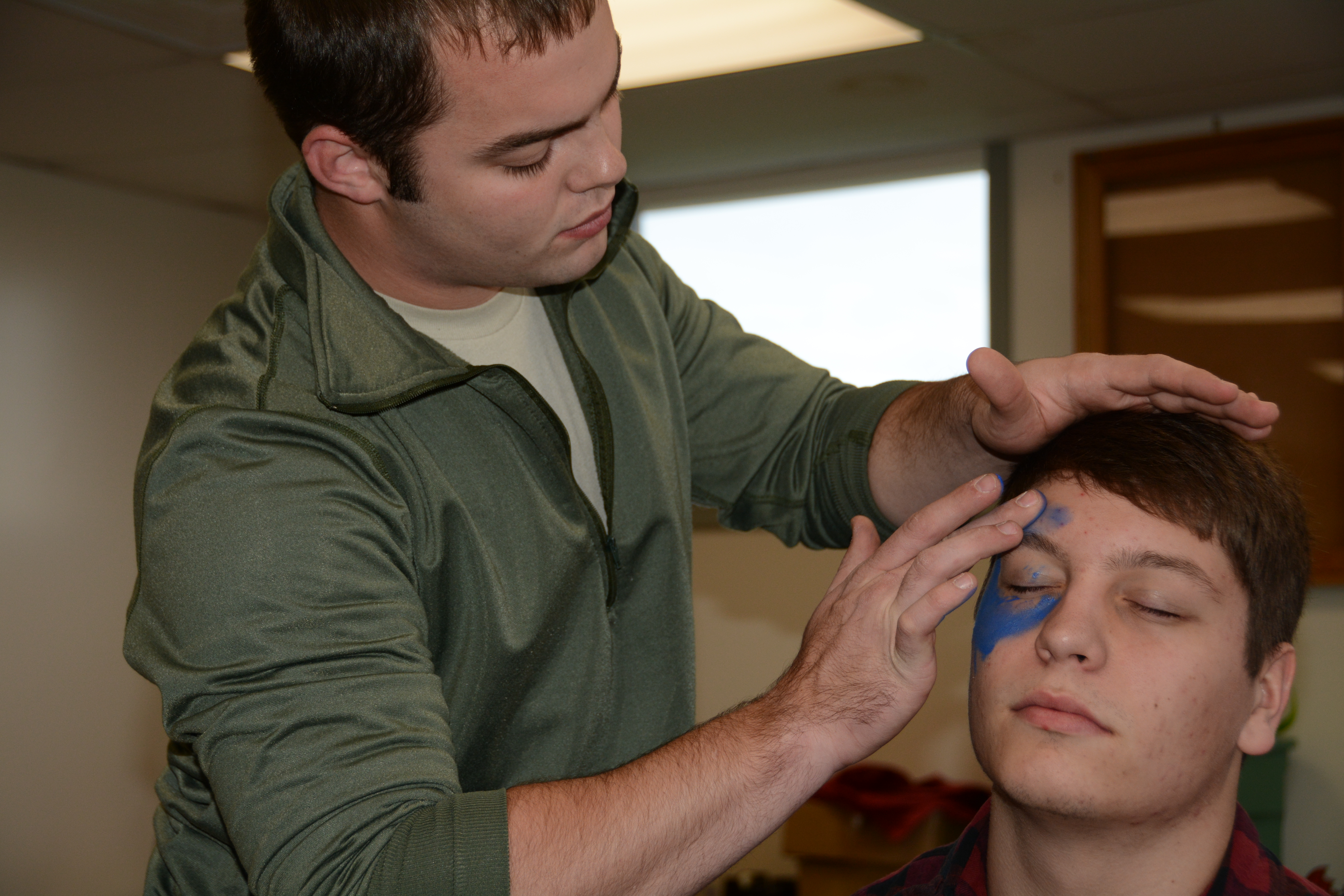
O aviador Greg Meyer aplica maquiagem em um cadete de Delaware em preparação para um exercício de baixas em massa.

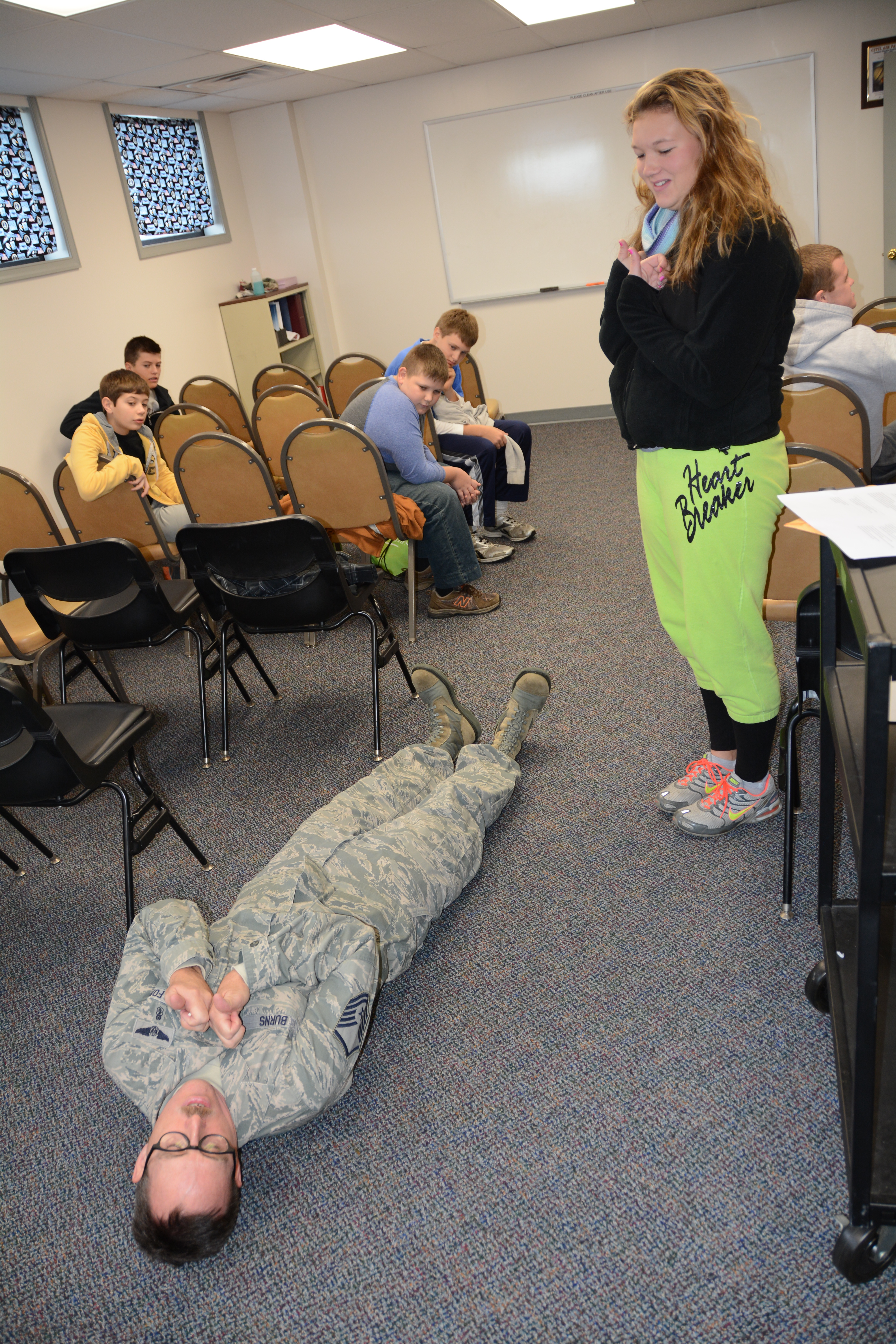
Master Sgt. Robert Burns demonstra a um cadete da Delaware Wing da CAP como fazer o papel de uma vítima durante um exercício de vítimas em massa.

| Designação | Nome do esquadrão                                 | Localização |
| ---------- | ------------------------------------------------- | ----------- |
| DE-000     | Inativo                                           | N/A         |
| DE-001     | Delaware Wing HQ                                  | New Castle  |
| DE-004     | Brandywine Cadet Squadron                         | Claymont    |
| DE-006     | Dover Senior Squadron                             | Dover       |
| DE-007     | Eagle Cadet Squadron                              | Dover       |
| DE-008     | DE Air National Guard Cadet Squadron              | New Castle  |
| DE-015     | Fred Johnson Memorial Cadet Flight                | Wilmington  |
| DE-019     | Coastal Patrol Base 2 Memorial Composite Squadron | Georgetown  |
| DE-020     | North Chesapeake Cadet Squadron                   | Elkton      |
| DE-022     | New Castle Senior Squadron                        | New Castle  |
| DE-025     | Middletown Cadet Squadron                         | Middletown  |
| DE-999     | Legislative Senior Squadron                       | Dover       |

## Ex-comandantes de ala
A Delaware Wing teve 22 Comandantes ("Wing Commanders") desde o início da Civil Air Patrol:
| Nome do Comandante  | Patente | Período de serviço                  |
| ------------------- | ------- | ----------------------------------- |
| Holger Hoiriis      | Major   | dezembro de 1941 - agosto de 1942   |
| Herman S. Miller    | Major   | agosto de 1942 - junho de 1943      |
| Don Seevers         | Major   | junho de 1943 - outubro de 1944     |
| James P. Hanley     | Major   | outubro de 1944 - dezembro de 1944  |
| William J. Simpson  | Coronel | dezembro de 1944 - dezembro de 1946 |
| Walter A. Caskie    | Coronel | dezembro de 1946 - março de 1951    |
| Frank J. Lynch      | Coronel | março de 1951 - setembro de 1953    |
| Louisa S. Morse     | Coronel | setembro de 1953 - julho de 1976    |
| William H. Everett  | Coronel | julho de 1976 - maio de 1977        |
| Howard N. Pratt     | Coronel | maio de 1977 - dezembro de 1980     |
| James W. Keener     | Coronel | dezembro de 1980 - dezembro de 1982 |
| Herbert M. Wood     | Coronel | dezembro de 1982 - dezembro de 1984 |
| Larry D. Tasker     | Coronel | dezembro de 1984 - outubro de 1986  |
| Herbert M. Wood     | Coronel | outubro de 1986 - julho de 1989     |
| David C. Driscall   | Coronel | julho de 1989 - janeiro de 1993     |
| James H. Tazelaar   | Coronel | janeiro de 1993 - janeiro de 1997   |
| Robert L. Vawter    | Coronel | janeiro de 1997 - janeiro de 2002   |
| Raymond E. Harris   | Coronel | janeiro de 2002 - agosto de 2003    |
| Russell M. Opland   | Coronel | agosto de 2003 - setembro de 2007   |
| Eugene L. Egry      | Coronel | setembro de 2007 - setembro de 2011 |
| William S. Bernfeld | Coronel | setembro de 2011 - junho de 2014    |
| Michael R. Moyer    | Coronel | junho de 2014 - junho de 2018       |
| Robert Mooney       | Coronel | junho de 2018 - Presente            |

## Realizações e Reconhecimento
No geral, a Delaware Wing teve 35 cadetes Spaatz.
Em 2006, a Delaware Wing recebeu uma "Unit Citation" ("Menção de Unidade"). No ano fiscal de 2005, eles tiveram o maior número de horas voadas por aeronave do que qualquer outra ala na Civil Air Patrol por mais de 60%, uma ampla margem. Além disso, eles conquistaram uma das melhores notas de Inspeção de conformidade do país nos últimos 5 anos.
O tenente-coronel John McGaha da Delaware Wing foi destaque na edição de novembro / dezembro de 2008 da revista "CAP's Volunteer". Ele foi nomeado Membro Sênior Nacional do Ano em agosto passado. A história fala de sua dedicação ao longo da vida ao programa de cadetes.